# Charles François Paul Le Normant de Tournehem
Charles François Paul Le Normant de Tournehem (Évry, 30 dicembre 1684 – Vitry-le-François, 27 novembre 1751) è stato un politico francese, molto probabilmente padre biologico della celebre Madame de Pompadour, favorita di Luigi XV.
Charles nasce nella periferia Parigina nel dipartimento dell'Essonne vicino a Évry più precisamente a Corbeil-Essonnes, da Charles Le Normant e Marie Parthon. Era figlio di notai e suo padre lavorò a corte di Luigi XIV mentre sua madre era originaria dell'Alvernia.
Nel 1719 diventa intendente generale delle imposte a servizio di Luigi XV e nel 1720 si innamora di Luise Madeleine de la Motte che partorira nel 1721 la futura Madame de Pompadour.
Ritiratosi nella Marna, Charles muore di tubercolosi nell'Ottobre del 1758